# Frank Welker
Frank Welker est un acteur américain né le 12 mars 1946 à Denver (Colorado). 
Travaillant de façon quasi exclusive dans l'animation, il est le grand spécialiste des cris d'animaux et des effets spéciaux (bruits de machines, etc.). Il est surtout connu pour avoir exprimé Fred Jones dans la franchise Scooby-Doo depuis sa création en 1969, et Scooby-Doo depuis 2002. 
En septembre 2010, sa participation à près de 100 films faisait de lui l'acteur dont les films ont rapporté le plus au box-office américain, pour un total étant estimé aux alentours de 5,7 milliards de dollars (soit 650 000 $ de plus que Samuel L. Jackson).

## Biographie
Depuis 1969 et la série Scooby-Doo, il prête sa voix au personnage de Fred Jones dans la quasi-totalité de ses apparitions dans la franchise. Depuis 2002, il tient également le rôle du chien Scooby-Doo.  
Depuis 1986, il prête sa voix à différents personnages de la serie Transformers tels que Soundwave ou Megatron, ainsi que dans la quasi-totalité de la franchise. 
Il campe Abu, la caverne des merveilles et le tigre Rajah dans le film d'animation Aladdin (1992).
Il prête sa voix à Nibbler dans la série d'animation Futurama.

## Filmographie

### Au cinéma
- 1969 : Filles et show-business (The Trouble with Girls) de Peter Tewksbury : Rutgers
- 1969 : L'Ordinateur en folie (The Computer Wore Tennis Shoes) : Henry
- 1971 : How to Frame a Figg : Prentiss Gates
- 1972 : Pas vu pas pris (Now You See Him, Now You Don't) : Myles
- 1972 : Billy le cave : le jeune punk
- 2004 : Starsky et Hutch : Lui-même
- 2006 : Tristan et Yseult : Roald
- 2009 : The Informant! : le père de Mark Whitacre
- 2018 : Front Runner : Le Scandale : Effets sonores d'animaux

### À la télévision
- 1970 : The Kowboys : Clem
- 1970 : The Don Knotts Show : Récurrent
- 1971 : The Sabrina the Teenage Witch Show : Big John Sullivan
- 1972 : The Partridge Family (1 épisode) : le sioux
- 1973 : The Paul Lynde Show (1 épisode) : Freddy
- 1973 : Catch 22 : Lieutenant J.S. McWatt
- 1973 : The Burns and Schreiber Comedy Hour
- 1973 : Love, American Style (2 épisodes) : le neveu d'Enrico Carisima
- 1976 : The Krofft Supershow : Wonderbug
- 1982 : Laugh Tax (2 épisodes) : Plusieurs personnages
- 1984 : The Duck Factory (1 épisode) : Everett
- 1984 : Simon et Simon (1 épisode) : le doubleur
- 1986 : Les Routes du paradis (1 épisode) : le président
- 1987 : Infidelity : Fréteur

## Voxographie

### Cinéma

#### Années 1970
- 1970 : Crane Brained : Crane Junior et Dragonfly
- 1974 : The Dogfather
- 1974 : Deviled Yeggs
- 1975 : Watch the Birdie : Charlie le chanteur
- 1975 : Hugó, a víziló : effets vocaux
- 1976 : Once Upon a Girl...
- 1978 : Life with Feather : Crane Junior et Dragonfly

#### Années 1980
- 1981 : Les Aventuriers de l'arche perdue : effets vocaux
- 1981 : La Grande Zorro : Le narrateur
- 1981 : Le Monde fou, fou, fou de Bugs Bunny : L'avocat et le chien interviewé
- 1982 : Heidi's Song : Schnoddle et Hootie
- 1984 : Gallavants : Antik et Traw
- 1984 : Nausicaä de la vallée du vent : Gol (version anglaise)
- 1984 : Les Branchés du Bahut : Chuck le super chien
- 1984 : Star Trek 3 : À la recherche de Spock : Les cris de Spock
- 1984 : Gremlins : Stripe, les Mogwai et les Gremlins
- 1984 : Cannon Ball 2 : Effets vocaux
- 1985 : Cat's Eye : effets vocaux
- 1985 : Explorers : effets vocaux
- 1985 : Les Aventuriers de la 4e dimension : Les aliens
- 1986 : GoBots: War of the Rock Lords : Scooter, Zeemon, Rest-Q, Pulver-Eyes, Sticks, Narliphant
- 1986 : Mon petit poney, le film : Bushwoolie n°3 et Grundle
- 1986 : Cap sur les étoiles (SpaceCamp) d'Harry Winer : effets vocaux
- 1986 : La Guerre des robots (The Transformers: The Movie) : Mégatron, Soundwave (en), Rumble, Frenzy, Laserbeak, Wheelie, Auto-combattant et Junkion
- 1986 : Golden Child : L'Enfant sacré du Tibet : La chose
- 1987 : Munchies : Munchie
- 1987 : The Chipmunk Adventure : Sophie et voix additionnelles
- 1987 : Pinocchio and the Emperor of the Night : Igor et le maire de Bugsburg
- 1987 : The Trouble with Spies : Perky
- 1987 : Top Cat and the Beverly Hills Cats
- 1987 : Yogi Bear and the Magical Flight of the Spruce Goose : Merkin
- 1987 : David and the Magic Pearl : Cave Tiki
- 1988 : Deux chiots en danger : Bones, Hairball, le journaliste et voix additionnelles
- 1988 : Mon voisin Totoro : Totoro (version anglaise)
- 1988 : Qui veut la peau de Roger Rabbit (Who Framed Roger Rabbit) de Robert Zemeckis : Dumbo et autres personnages
- 1988 : Les Aventures de Fifi Brin D'Acier : M. Neilson et Alfonso
- 1988 :Le Petit Dinosaure et la Vallée des merveilles (The Land Before Time) : Spike
- 1988 : Caddyshack 2 : le stagiaire
- 1988 : Dawid i Sandy : Cave Tiki (version anglaise)
- 1988 : Oliver et Compagnie : Carlo et les animaux
- 1989 : Arena (en) de Peter Manoogian : Les animaux
- 1989 : Scenes from the Class Struggle in Beverly Hills : effets vocaux
- 1989 : Chérie, j'ai rétréci les gosses : Quark et autres animaux
- 1989 : La Petite sirène : Max et les voix additionnelles

#### Années 1990
- 1990 : The Funtastic World of Hanna-Barbera : Barney Laroche, les dinosaures et le robot
- 1990 : Gremlins 2 : La Nouvelle Génération : Mohawk
- 1990 : Roller Coaster Rabbit : le taureau
- 1990 : Jetsons: The Movie : voix additionnelles
- 1990 : La Bande à Picsou, le film : Le Trésor de la lampe perdue : voix additionnelles
- 1990 : Bernard et Bianca au pays des kangourous Joanna
- 1990 : Le Prince et le Pauvre : l'archevêque, le roi mourant
- 1991 : Dar l'invincible 2 : La Porte du temps : Sharak, Kodo, Podo et Ruh
- 1991 : Les Tortues Ninja 2 : Rahzar et Tokka
- 1991 : Hudson Hawk, gentleman et cambrioleur : Bunny le chien
- 1991 : Suburban Commando : Générateur d'aliens
- 1991 : Les Aventures de Bill et Ted : le diable, Station et le méchant lapin de Pâques
- 1991 : Bingo : effets vocaux
- 1991 : La Belle et la Bête : le Repose-pied et effets vocaux
- 1992 : Porco Rosso (Kurenai no buta) de Hayao Miyazaki : Mamma Aiuto Gang (version anglaise)
- 1992 : The Itsy Bitsy Spider : The Itsy Bitsy Spider
- 1992 : Breaking the Rules : effets vocaux
- 1992 : Aladdin : Abu, la caverne des merveilles, Rajah
- 1992 : The Gun in Betty Lou's Handbag : effets vocaux de Scarlett
- 1993 : L'Incroyable voyage : effets vocaux
- 1993 : Panique au pique-nique (film) (Trail Mix-Up) : L'ours et le castor
- 1993 : Blanche Neige et le Château hanté : Batso
- 1993 : Super Mario Bros. : Les créatures
- 1993 : Warlock: The Armageddon : effets vocaux
- 1993 : Prehysteria! : Les dinosaures
- 1993 : Max, le meilleur ami de l'homme : effets vocaux
- 1994 : Mon ami Dodger : effets vocaux
- 1994 : La Mère idéale : effets vocaux
- 1994 : Le Roi lion : voix additionnelles
- 1994 : The Shadow : Phurba
- 1994 : Little Giants : effets vocaux
- 1994 : Stargate, la porte des étoiles : Mastadge
- 1994 : Super Noël : Les rennes
- 1994 : Richard au pays des livres magiques : Horror
- 1994 : Richie Rich : effets vocaux
- 1994 : Le Retour de Jafar : Abu
- 1994 : L'Irrésistible North : élan
- 1995 : Drôle de singe : effets vocaux
- 1995 : Tank Girl : effets vocaux
- 1995 : Dingo et Max : Bigfoot
- 1995 : Gordy : le narrateur, effets vocaux
- 1995 : Pocahontas : Flit
- 1995 : La Mutante : Sil l'Alien
- 1995 : Mortal Kombat : Shao Kahn et Goro
- 1995 : L'Indien du placard : effets vocaux
- 1995 : Programmé pour tuer : effets vocaux
- 1995 : The Tales of Tillie's Dragon : le maire Simmons et le narrateur
- 1995 : Jumanji : effets vocaux
- 1995 : Aladdin et le Roi des voleurs : Abu
- 1995 : Le Petit Dinosaure : La Source miraculeuse (The Land Before Time III: The Time of the Great Giving) : le velociraptor
- 1996 : The Kitchen Casanova : Pudge
- 1996 : Dunston : Panique au palace : effets vocaux
- 1996 : Le Bossu de Notre-Dame : Oisillon
- 1996 : Independence Day : effets vocaux
- 1996 : Space Jam : Charles le chien
- 1996 : La Course au jouet : effects vocaux
- 1996 : Les 101 Dalmatiens : effets vocaux
- 1996 : Le Petit Dinosaure : Voyage au pays des brumes (The Land Before Time IV: Journey Through the Mists) : Tickles
- 1997 : A Christmas Carol (en) : Debit
- 1997 : Danny, le chat superstar : Farley Wink
- 1997 : Anaconda, le prédateur : L'anaconda
- 1997 : Mon copain Buddy : Buddy
- 1997 : Spawn : Malebolgia le démon
- 1997 : M. Magoo : effets vocaux
- 1997 : Mighty Ducks, le film : Caméléon
- 1997 : La Belle et la Bête 2 : Le Noël enchanté : Phillippe et Sultan
- 1998 : Excalibur, l'épée magique : Ayden
- 1998 : Godzilla : effets vocaux
- 1998 : Mulan : Khan, Cri-Kee et voix additionnelles
- 1998 : Le Prince de Sicile : effets vocaux
- 1998 : Rusty, chien détective : Boss Duck
- 1998 : Le Monde magique de la Belle et la Bête : Sultan
- 1998 : Pocahontas 2 : Un monde nouveau : Flit
- 1998 : Scooby-Doo sur l'île aux zombies : Freddy Jones
- 1998 : Fourmiz (Antz) : Voix additionnelles

- 1999 : Mantalo (Jabberjaw) : Jabberjaw
- 1999 : Doug, le film : Herman Melville
- 1999 : Peur bleue : le perroquet
- 1999 : Treehouse Hostage : Kato
- 1999 : Wakko's Wish : Baron Thaddeus von Plotz III, Ralph et Runt
- 1999 : Alvin et les Chipmunks contre Frankenstein : le Monstre
- 1999 : Scooby-Doo et le Fantôme de la sorcière : Freddy Jones
- 1999 : Mickey, il était une fois Noël : La dinde et Figaro
- 1999 : Toy Story 2 : Animaux de la ferme

#### Années 2000
- 2000 : Globehunters : Circus Baboon et le garde de sécurité
- 2000 : Les Aventures de Tigrou et de Winnie l'ourson : voix additionnelles
- 2000 : La Route d'Eldorado : Altivo et autres personnages
- 2000 : Le Grinch : Max le chien
- 2000 : Buzz l'Éclair, le film : Le Début des aventures : voix additionnelles
- 2000 : Alvin et les Chipmunks contre le loup-garou : effets vocaux
- 2000 : La Petite Sirène 2 : Retour à l'océan : Max
- 2000 : Batman, la relève : Le Retour du Joker (Batman Beyond: Return of the Joker) : voix additionnelles
- 2001 : Jimmy Neutron: Un garçon génial : Goddard, Orthgot, Worm et le démon
- 2001 : La Belle et le Clochard 2 : L'Appel de la rue : Reggie
- 2002 : Peter Pan 2 : voix additionnelles
- 2002 : Scooby-Doo : Les animaux
- 2002 : Les Supers Nanas, le film : Les singes de Lotta
- 2002 : Le Bossu de Notre-Dame 2 : Le Secret de Quasimodo : Achilles et Djali
- 2002 : Cendrillon 2 : Une vie de princesse : Pom Pom et Lucifer
- 2003 : Jimmy Neutron's Nicktoon Blast : Goddard
- 2003 : Le Chat chapeauté : Nevins
- 2003 : Les Looney Tunes passent à l'action : Scooby-Doo
- 2003 : Harry Potter et le Prisonnier d'Azkaban : effets vocaux
- 2003 : Les 101 Dalmatiens 2 : Sur la trace des héros : voix additionnelles
- 2003 : Le Petit Monde de Charlotte 2 : effets vocaux
- 2003 : Les Énigmes de l'Atlantide : Obby et Mantell
- 2003 : Stitch ! le film : Sparky
- 2004 : Une journée à New York : effets vocaux de Reinaldo
- 2004 : Le Roi lion 3 : Hakuna Matata : effets vocaux
- 2004 : Mickey, Donald, Dingo : Les Trois Mousquetaires : voix additionnelles
- 2004 : Mulan 2 : La Mission de l'Empereur : Cri-Kee
- 2005 : Tom et Jerry : Destination Mars : Spike
- 2005 : Le Petit Dinosaure : L'Invasion des Minisaurus (The Land Before Time XI: Invasion of the Tinysauruses) : le vélociraptor
- 2006 : The Legend of Sasquatch : le chef et le bébé Sasquatch
- 2006 : Bambi 2 : voix additionnelles
- 2006 : George le petit curieux : George
- 2006 : Lucas, fourmi malgré lui : Caterpillar, Fuseau et Grenouille
- 2007 : Le Sortilège de Cendrillon : Lucifer
- 2007 : Garfield Gets Real : Garfield et voix additionnelles
- 2007 : La Grande Aventure de Bender : Nibbler, Seymour, Fleb et voix additionnelles
- 2009 : Transformers 2 : la Revanche de Michael Bay : Soundwave (en), Grindor et Devastator
- 2009 : Curious George 2: Follow That Monkey! : George et la vache
- 2009 : The Informant! : le père de Mark Whitacre

#### Années 2010
- 2010 : Alice au pays des merveilles : effets vocaux
- 2010 : Le Plan B d'Alan Poul (en) : voix additionnelles
- 2011 : Les Schtroumpfs : Azrael
- 2011 : Transformers 3 : La Face cachée de la Lune : Soundwave (en), Shockwave et Barricade
- 2012 : The Outback : Higgens et le taureau
- 2013 : Les Schtroumpfs 2 : Azrael
- 2014 : Scooby-Doo et la Folie du catch : Scooby-Doo
- 2014 : Transformers : L'Âge de l'extinction : Galvatron
- 2014 : Le Monde Perdu : Les Aventures De Teddy Flood : Rexy/Gorgon
- 2017 : Transformers: The Last Knight : Mégatron
- 2019 : Aladdin : Abu / Rajah / la caverne
- 2020 : Scooby ! (Scoob!) de Tony Cervone : Scooby-Doo

### Télévision

#### Années 1970
- 1970 : Scooby-Doo : Fred Jones
- 1972 : The Barkleys
- 1972 : The ABC Saturday Superstar Movie (1 épisode) : Mike
- 1972 : Les Grandes Rencontres de Scooby-Doo : Fred Jones
- 1973 : Bailey's Comets (4 épisodes) : Pudge
- 1973 : Super Friends : Marvin et Super-chien
- 1974 : Hong Kong Fou Fou
- 1974 : La Vallée des dinosaures : Digger, Glump et Lok
- 1974 : Wheelie and the Chopper Bunch : Wheelie, Chopper
- 1974 : Partridge Family 2200 A.D. : Orbit (1974-1975)
- 1975 : The New Tom and Jerry Show : voix additionnelles
- 1975 : The Oddball Couple : voix additionnelles
- 1975 : Le Dernier des Mohicans : Magua et le soldat
- 1975 : The Tiny Tree : le père, la marmotte, le castor et la taup
- 1976 : Mantalo : le Mantalo
- 1978 : The Scooby-Doo/Dynomutt Hour : Plusieurs personnages
- 1976 : The Krofft Supershow : Wonderbug
- 1976-1977 : Wonderbug : Wonderbug et Schlepcar
- 1977 : Scooby's All-Star Laff-A Lympics : Dynomutt, le lapin magique, le loup moisit, Sooey, Tinker et Yakky
- 1977 : Fred Flintstone and Friends
- 1977 : The Skatebirds : P.O.P.S. et Jerome Howard
- 1977 : What's New, Mr. Magoo?
- 1978 : Dinky Dog : Dinky Dog
- 1978 : Yogi's Space Race (en) : Mantalo, Buford, Capitaine Good, le fantôme, Clean Kat et effets vocaux
- 1978 : Scooby's All-Stars : Dynomutt et Fred Jones
- 1978 : All-Star Comedy Ice Revue : le Mantalo
- 1978 : The Three Robonic Stooges : Curly
- 1978 : The Flintstones Little Big League : Bamm-Bamm
- 1978 : The All New Pink Panther Show : Dragonfly et Crane Jr.
- 1978 : The All-New Popeye Hour : Dinky
- 1978 : Fangface (2 épisodes) : Sherman Fangsworth et Fangface
- 1978 : The Fantastic Four : Herbie et l'homme impossible
- 1978 : Challenge of the SuperFriends : Toyman et voix additionnelles
- 1978-1994 : ABC Weekend Specials(12 épisodes) : Robin, Bunjee et Champ
- 1979 : Fangface and Fangpuss : Fangface et Fangpuss
- 1979 : Buford and the Galloping Ghost : Buffort et Nugget Nose
- 1979 : Sport Billy : Sipe
- 1979 : The New Adventures of Mighty Mouse and Heckle and Jeckle : Heckle, Jeckle et Quacula
- 1979 : The New Shmoo : Shmoo
- 1979 : Casper and the Angels
- 1979 : Casper the Friendly Ghost: He Ain't Scary, He's Our Brother
- 1979 : Fred and Barney Meet the Shmoo : Shmoo
- 1979 : The Super Globetrotters : Crime Globe
- 1979 : Scooby-Doo à Hollywood : Fred Jones
- 1979 : The Plastic Man Comedy/Adventure Show : Fangface et Fangpuss
- 1979-1980 : Scooby-Doo et Scrappy-Doo : Fred Jones

#### Années 1980
- 1980 : The New Adventures of Tom and Jerry : Droopy, Slick, Spike et Barney l'ours
- 1980 : The Flintstones' New Neighbors : le rampant et la mère ptérodactyle
- 1980 : The Fonz and the Happy Days Gang : M. Cool
- 1980 : The Flinstones Comedy Show (1 épisode) : Mâchoires-de-pierre et Schmoo
- 1980 : The Tarzan/Lone Ranger Adventure Hour : voix additionnelles
- 1980 : Les Entrechats : Dingbat
- 1980-1981 : The Richie Rich/Scooby-Doo Show : le dollar / Fred Jones
- 1980-1983 : Super Friends : M. Mxyzptlk et Dr Wells
- 1981 : Space Stars : Cosmo et Blip
- 1981 : Faeries : Puck, Fir Darrig, Trow et le chasseur
- 1981 : The Pink Panther in 'Pink at First Sight'
- 1981 : The Kwicky Koala Show
- 1981 : The Flinstones: Wind-Up Wilma
- 1981 : Blackstar : Gossamear, Burble et Rif
- 1981 : A Chipmunk Christmas : le père Noël et le docteur
- 1981-1983 : Spiderman and His Amazing Friends : Iceman et Bobby Drake
- 1982 : The Smurfs Springtime Special
- 1982 : The Grinch Grinches the Cat in the Hat : Max, le serveur et voix additionnelles
- 1982 : Laugh Trax (2 épisodes) : Plusieurs personnages
- 1982 : Pac-Man : Chomp Chomp
- 1982 : Mork and Mindy/Laverne and Shirley/Fonz Hour : Doing et M. Cool
- 1982 : Ziggy's Gift : le chien et le chat de Ziggy et les Turques
- 1982 : Matt Houston (1 épisode) : Joey
- 1982 : Christmas Comes to PacLand : Chomp Chomp et Morris Reindeer
- 1982 : Scooby-Doo et Scrappy-Doo Show : Fred Jones
- 1982 : Jokebook
- 1982 : Meatballs and Spaghetti : Woofer
- 1982-1986 : Les Schtroumpfs (3 épisodes) : Schtroumpf Costaud
- 1983 : My Smurfy Valentine
- 1983 : Monchhichis : Patchitt
- 1983 : G.I. Joe: A Real American Hero : Rock 'n Roll, Short-Fuse, Timber et Bill le sauvage
- 1983 : Saturday Supercade : Donkey Kong Junior, Q*mungus, Q*ball, Q*Dad, Coilee Snake, Ugg, Wrongway, Sam Slick et Monkey Biz Gang
- 1983 : The Dukes : Flash, Smokey et Général Lee
- 1983 : Les Minipouss : Slick la tortue
- 1983 : Deck the Halls with Wacky Walls : Baby Boo
- 1983-1985 : Inspecteur Gadget : voix additionnelles
- 1983-1985 : Le Sourire du dragon : Uni, Tiamat et voix additionnelles
- 1983-1990 : Alvin et les Chipmunks : voix additionnelles
- 1984 : Rose Petal Place
- 1984 : The Smurfic Games : Schtroumpf costaud, Schtroumpf poète et l'oiseau schtroumpfé
- 1984 : Pink Panther and Sons : Finko et Rocko
- 1984 : G.I. Joe: The Revenge of Cobra : Freedom, Junkyard, Short-Fuse, Timber, la Torche et Bill le sauvage
- 1984 : SuperFriends: The Legendary Super Powers Show (4 épisodes) : Darkseid, Kalibak et M. Mxyzptlk
- 1984 : Lucky Luke : Joe Dalton
- 1984 : Mystérieusement vôtre, signé Scoubidou (1 épisode) : Fred Jones
- 1984-1987 : Transformers : Plusieurs personnages
- 1984-1991 : Les Muppet Babies : Kermit, Skeeter et Dagobert
- 1985 : Robotman and Friends : Roberon et autres personnages
- 1985 : Galtar et la Lance d'or : Tuk, Thork et Koda
- 1985 : Paw Paws : Ross Bumble Paw
- 1985 : Kissyfur : Claudette et Oncle Shelby
- 1985 : Rose Petal Place: Real Friends : Seymour et Horace
- 1985 : La Famille Ours : Ben le fermier et autres personnages
- 1985 : It's Punky Brewster : Glomer
- 1985 : Les Pitous (Pound Puppies) : Howler, Catgut et Snichey
- 1985 : Star Fairies : Puppy, Lanvender et Vanity
- 1985 : Les Treize Fantômes de Scooby-Doo (1 épisode)
- 1985 : The Super Powers Team: Galactic Guardians (7 épisodes) : le Pingouin, le Joker, Ace, Darkseid, Kaliba et M. Mxyzptlk
- 1985 : Le Défi des Gobots (5 épisodes) : Scooter, Zeemon, Rest-Q et Blaster
- 1985 (2 épisodes) : Les Jetson : Orbitty, le fantôme du cadeau de Noël, M. Spacely enfant et adolescent
- 1985 : The GLO Friends Save Christmas
- 1985 : Robotix : Bront et Tyrannix
- 1985 : Scooby's Mystery Funhouse : Fred Jones
- 1985-1986 : G.I. Joe : La Torche et voix additionnelles
- 1985-1988 : CBS Storybreak (4 épisodes) : voix additionnelles
- 1986 : Sectaurs : Skulk, Trancula, Raplor
- 1986 : Spitting Image: Down and Out in the White House : voix additionnelles
- 1986 : Yogi et compagnie (Yogi's Treasure Hunt) (1 épisode) : le maître et Mantalo
- 1986 : The Centurions
- 1986 : Jonny Quest (1 épisode) : Dr Phorbus
- 1986 : G.I. Joe: Arise, Serpentor, Arise! : Junkyard, Polly, la Torche et Bill le sauvage
- 1986 : Teen Wolf (1 épisode) : M. Conroy
- 1986 : Le Cheval de feu (Wildfire) (2 épisodes)
- 1986 : Histoires fantastiques (1 épisode) : Greibble
- 1986 : Foofur (3 épisodes) : Foofur
- 1986 : Rambo : le chien fou
- 1986 : Lazer Tag Academy : M. Jaren, Skuggs et Ralphie
- 1986 : Les Luxioles : Glo Sluggerbug et Bully Frog
- 1986-1987 : Les Pierrafeu en culottes courtes (The Flintstone Kids) (7 épisodes) : Nate Slate, Stalagbite et voix additionnelles
- 1986-1987 : Les Pitous (Pound Puppies) : Catgut et Nabbit
- 1986-1991 : SOS Fantômes (The Real Ghostbusters) : Dr Raymond Stantz et Slimer
- 1987 : Yogi Bear and the Magical Flight of the Spruce Goose : Merkin
- 1987 : DuckTales: Treasure of the Golden Suns : Gracié Rapetou et le chef des Pingouins
- 1987 : Top Cat and the Beverly Hills Cats
- 1987 : Spitting Image: The Ronnie and Nancy Show
- 1987 : Garfield Goes Hollywood : M.C.
- 1987 : Blondie and Dagwood : Dagobert
- 1987 : The Little Wizards : Plusieurs personnages
- 1987 : The Jetsons Meet the Flintstones : Dan Rathmoon, Johnny et M. Goldbrick
- 1987 : Bionic Six (1 épisode) : Spot, Gant et Mécanic
- 1987 : Yogi's Great Escape : Bopper, le fantôme et Yapper
- 1987 : 'Tis the Season to Be Smurfy : Schtroumpf Costaud, Schtroumpf Poète, Schtroumpf Sauvage, le chiot et le rat
- 1987 : Spiral Zone : Dr Harold Lawrence, Ned Tucker et Razorback
- 1987 : The Little Troll Prince : Prag
- 1987 : Little Clowns of Happytown : voix additionnelles
- 1987-1990 : La Bande à Picsou : Gracié Rapetou et autres personnages
- 1987-1991 : Les Gummi (8 épisodes) : Bobo, Zephyrs, Flugel et effets vocaux
- 1988 : Dino Riders (1 épisode) : Glyde et Krulos
- 1988 : Yogi and the Invasion of the Space Bears
- 1988 : Rags to Riches (1 épisode) : effets vocaux
- 1988 : Probe (1 épisode) : Joséphine
- 1988 : The Good, the Bad, and the Huckleberry Hound : effets vocaux
- 1988 : Scooby-Doo et l'École des sorcières : Matches, Papa Werewolf et Well Dweller
- 1988 : Fantastic Max : voix additionnelles
- 1988 : Denver, le dernier dinosaure : voix additionnelles
- 1988 : Scooby-Doo et le Rallye des monstres : Crunch
- 1988 : The Flintstone Kids' Just Say No Special : Dino, Fang et Crusher
- 1988 : The Completely Mental Misadventures of Ed Grimley (2 épisodes) : Sheldon
- 1988 : Superman (1 épisode) : voix additionnelles
- 1988 : Cathy's Last Resort
- 1988 : Garfield: His 9 Lives : Mendelsen
- 1988-1989 : SOS Fantômes (The Real Ghostbusters) : Slimer, Fred, Elizabeth, Robin Leach et Scareface
- 1988-1989 : This Is America, Charlie Brown : voix additionnelles
- 1988-1994 : Garfield et ses amis (Garfield and Friends) : Bo, Booker et Sheldon
- 1989 : Beetle Bailey : Zero et Otto
- 1989 : Dink, The Little Dinosaur : Scar et Crusty
- 1989 : Super DuckTales : Gracié Rapetou, Megabyte Rapetou et M.E.L
- 1989 : Pryde of the X-Men : The Toad et Lockheed
- 1989 : Marvin: Baby of the Year : Animateur radio et les bruitages de Marvin
- 1989 : Rude Dog and the Dweebs : Caboose, Seymour et Rot
- 1989 : Scooby-Doo : Agence Toutou Risques (A Pup Named Scooby-Doo) (1 épisode) : Oncle Eddie Jones
- 1989 : Blondie and Dagwood: Second Wedding Workout : Dagobert et M. Ferguson
- 1989 : Hägar the Horrible : Principal, Al, Snert, Kvaak et le narrateur
- 1989 : The Further Adventures of SuperTed : voix additionnelles

#### Années 1990
- 1990 : The Yum Yums: The Day Things Went Sour
- 1990 : Les Personnages animés préférés à la rescousse : Slimer et Bébé Kermit
- 1990 : Garfield's Feline Fantasies : le gros et Rameet
- 1990 : Return to Green Acres : Arnold
- 1990 : Le Magicien d'Oz : Toto
- 1990 : Wake, Rattle and Roll : Peter Potamus
- 1990 : The Adventures of Don Coyote and Sancho Panda : Don Coyote et Tacheté
- 1990 : Gravedale High : Frankentyke et J.P. Horrible
- 1990 : Potsworth and Co. : Murphy, l'oiseau curieux, Rocky et voix additionnelles
- 1990-1991 : Timeless Tales from Hallmark (4 épisodes) : voix additionnelles
- 1990-1991 : Super Baloo : voix additionnelles
- 1990-1991 : Bobby's World (2 épisodes) : Roger
- 1990-1991 : Captain N (Captain N: The Game Master) : Gameboy
- 1990-1993 : Tom and Jerry Kids Show (2 épisodes) : Tom, Jerry, la souris et McWolf
- 1990-1994 : Les Tiny Toons : Plusieurs personnages
- 1990-1996 : Capitaine Planète (Captain Planet and the Planeteers) : Suchi et voix additionnelles
- 1991 : Garfield Gets a Life : Lorenzo et Gunner
- 1991 : The Last Holloween : Scoota
- 1991 : A Wish for Wings That Work : le Père Noêl
- 1991 : Yo Yogi : Peter Potamus
- 1991 : Pirates of Darkwater : Niddler (II), Dark Dweller, Morpho, Kiroptus, Lugg Brother #2 et voix additionnelles
- 1991 : Où est Charlie? (Where's Waldo?) : voix additionnelles
- 1991 : Captain N and the New Super Mario World : Game Boy
- 1991 : A Wish for Wings That Work : le Père Noël
- 1991-1992 : Où est Charlie ? : voix additionnelles
- 1991-1992 : Yo Yogi! : voix additionnelles
- 1991-1992 : Bienvenue en Alaska : effets vocaux
- 1991-1992 : Myster Mask (11 épisodes) : Plusieurs personnages
- 1991-2002 : Les Simpson (19 épisodes) : Petit Papa Noël et autres animaux
- 1992 : The Plucky Duck Show : Bouledefourrure, Coyote, Petit Bip-Bip, Gogo Dodo et autres personnages
- 1992 : Camp Candy (1 épisode)
- 1992 : Super Dave: Daredevil for Hire : Plusieurs personnages
- 1992 : Get a Life (1 épisode) : Spewey
- 1992 : Fish Police (6 épisodes) : Mussels Marinara et Doc Croaker
- 1992 : Monster in My Pocket: The Big Scream : Gros Ed, la bête du marais et le projectionniste
- 1992 : Goof Troop Christmas : Griz, Waffles et Chainsaw
- 1992 : Inspector Gadget Saves Christmas : le cerveau, Dr Griff, F.O.U. le chat et le père Noël
- 1992 : La Bande à Dingo : Waffles, Chainsaw et autres personnages
- 1992-1993 : La Petite Sirène (3 épisodes) : Penny le chat, Chanceux et voix additionnelles
- 1992-1995 : Des souris à la Maison-Blanche (Capitol Critters) (11 épisodes) : Les Chats présidentiels
- 1992-1995 : Batman (6 épisodes) : Isis le chat et voix additionnelles
- 1993 : Cro : effets vocaux
- 1993 : I Yabba-Dabba Do! : Barney Laroche et Dino
- 1993 : Journey to the Center of the Earth : effets vocaux
- 1993 : Jonny's Golden Quest : Un bandit
- 1993 : Le Tourbillon noir : Niddler, Dark Dweller, Morpho, Kiroptus, le deuxième frère de Lugg et voix additionnelles
- 1993 : Two Stupid Dogs : voix additionnelles
- 1993 : Shnookums and Meat Funny Cartoon Show : Meat
- 1993 : Harts of the West (en) (1 épisode) : Ralph le chien de prairie
- 1993 : Bonkers (5 épisodes) : Fall-Apart Rabbit
- 1993 : Le Marsupilami : Meat
- 1993 : Hollyrock-a-Bye Baby : Barney Laroche, Dino et J. Rocko
- 1993 : Sonic the Hedgehog : voix additionnelles
- 1993 : A Flintstone Family Christmas : Barney Laroche
- 1993 : Droopy: Master Detective : McWolf, Dweeble et la souris
- 1993-1994 : Mighty Max (5 épisodes) : Seigneur Lave, Warmonger et le scientifique échappé
- 1993-1994 : SWAT Kats : Elrod "Dr Viper" Purvis et voix additionnelles
- 1993-1995 : SeaQuest, police des mers : effets vocaux
- 1993-1997 : Animaniacs : voix additionnelles
- 1994 : A Hollywood Hounds Christmas : Muttshi et voix additionnelles
- 1994 : The Itsy Bitsy Spider : Itsy
- 1994 : Tiny Toons Spring Break : Bouledefourrure, Bill Clinton, Ross Perot, Gogo Dodo et voix additionnelles
- 1994 : Scooby-Doo et les Contes des mille et une nuits : voix additionnelles
- 1994 : In Search of Dr. Seuss : voix additionnelles
- 1994 : Le Conte de Noël des Pierrafeu : Barney Laroche et Dino
- 1994-1995 : Aladdin : Abu et voix additionnelles
- 1994-1996 : Gargoyles, les anges de la nuit : Bronx et voix additionnelles
- 1995 : A Pinky and the Brain Christmas Special : le Président
- 1995 : Tiny Toon Adventures: Night Ghoulery : Bouledefourrure, Gogo Dodo, Byron Basset, Coyote, Gremlin et voix additionnelles
- 1995 : Titi et Grosminet mènent l'enquête : Hector
- 1995 : The Adventures of Hyperman : Entrobe
- 1995 : Aladdin on Ice : Abu
- 1995 : Jonny Quest vs. the Cyber Insects : Un bandit
- 1995 : Hot Rod Dog and Cool Car Cats : Benz
- 1995-1996 : Timon et Pumbaa : voix additionnelles et effets vocaux
- 1995-1996 : The What a Cartoon Show : Dino et voix additionnelles
- 1995-1996 : Freakazoid! (13 épisodes) : M. Chubbikins et voix additionnelles
- 1995-1997 : The Mask, la série animée : Milo et voix additionnelles
- 1995-1998 : Minus et Cortex : le président et voix additionnelles
- 1996 : Gargoyles, les anges de la nuit (Gargoyles: The Goliath Chronicles) : Bronx et voix additionnelles
- 1996 : X-Files : Aux frontières du réel (1 épisode) : effets vocaux
- 1996 : Bruno the Kid : voix additionnelles
- 1996 : Captain Simian & The Space Monkeys : Apax et voix additionnelles
- 1996 : Mighty Ducks (3 épisodes) : Caméléon et voix additionnelles
- 1996 : Les Rangers de l'espace (Road Rovers) : Shag, Muzzle et voix additionnelles
- 1996 : Cave Kids : Dino et autres personnages
- 1996 : Casper (2 épisodes) : Clarence et Mortimer Pennypincher
- 1996-1997 : Couacs en vrac (10 épisodes) : Knuckles
- 1996-1997 : The Real Adventures of Jonny Quest : un bandit, M. Henry, Pr. Erikson, Josef, Faucon et autres personnages
- 1996-1997 : Le Livre de la jungle, souvenirs d'enfance (2 épisodes) : Crane, le crocodile et le rhinocéros
- 1996-1998 : Superman (7 épisodes) : plusieurs personnages
- 1996-2000 : Adventures from the Book of Virtues : Sock
- 1996-1998 : Flupper : voix additionnelles et effets vocaux
- 1996-2003 : Le Laboratoire de Dexter : Momo le singe, voix additionnelles et effets vocaux
- 1997 : Channel Umptee-3 : voix additionnelles
- 1997 : Donkey Kong Country : Krusha
- 1997 : The Legend of Calamity Jane : Joe Presto
- 1997 : Waynehead (en) (2 épisodes) : Tripod
- 1997 : Extrême Ghostbusters (2 épisodes) : Ray Stanz
- 1997-1998 : Les 101 Dalmatiens, la série : Scorch et Steven l’alligator
- 1997-2004 : Johnny Bravo : Barney Laroche et voix additionnelles
- 1998 : Kenny and the Chimp: Diseasy Does It! or Chimp -n- Pox : professeur XXXL et Chimpy
- 1998 : Star Trek : Voyager (1 épisode) : L'alien
- 1998-1999 : Hercule : Pégase et Abu
- 1998-1999 : Pinky, Elmyra and the Brain (4 épisodes) : voix additionnelles
- 1998-2000 : Histeria! : Père Temps
- 1998-2000 : Godzilla : La Série : Godzilla
- 1998-2003 : Les Supers Nanas (2 épisodes) : voix additionnelles
- 1999 : Uncle Gus in: For the Love of Monkeys : Dwayne, le premier Singe et l'interviewer de la télévision
- 1999 : Xyber 9: New Dawn : voix additionnelles
- 1999 : À chacun son tour : Voltaire
- 1999 : Monsieur Belette (1 épisode) : Vil Coyote
- 1999 : La Famille Delajungle (1 épisode) : Wallah le macaque
- 1999 : Starship Troopers (1 épisode) : Soldat Johnson
- 1999 : South Park (1 épisode) : Nibblet
- 1999 : The Scooby-Doo Project : Fred Jones
- 1999 : La Cour de récré (Recess) (3 épisodes) : le cookie d'Abraham Lincoln, Fiddler, Senior Fusion et Janitor
- 1999-2000 : Batman, la relève (5 épisodes) : Ace le Bat-Hound
- 1999-2000 : Mickey Mania (11 épisodes) : Butch et autres personnages
- 1999-2009 : Les Griffin (3 épisodes) : Freddy Jones, Kermit et voix additionnelles
- 1999-2010 (32 épisodes) : Futurama : Nibbler

#### Années 2000
- 2000 : Vil Con Carne (Evil Con Carne) : Boskov l'ours
- 2000 : Le Flic de Shanghaï (1 épisode) : Homer
- 2000 : Clifford le gros chien rouge : Boomer, Gordo et Rex
- 2000 : It's the Pied Piper, Charlie Brown : le Maire
- 2000 : Buzz l'Éclair : Grubs et voix additionnelles
- 2001 : CatDog: The Great Parent Mystery : Bessie le monstre des mers
- 2001 : The Zeta Project (1 épisode) : le chien
- 2001 : Galaxie Lloyd (1 épisode) : voix additionnelles
- 2001 : Time Squad, la patrouille du temps (2 épisodes) : Les chevaux, le Zombie et James Sherman
- 2001 : Swaroop: Boving Bliss : La vache sacrée
- 2001 : La Légende Tarzan : Manu et autres personnages
- 2001 : Night of the Living Doo : Freddy Jones et Jabberjaw
- 2001 : The Flintstones: On the Rocks : Dino, le Stage et l'homme à l'ascenseur
- 2001 : Les Weekenders (1 épisode) : le chien et la dinde
- 2001-2002 : Jackie Chan (4 épisodes) : Dai Gui, Tchang Zu et voix additionnelles
- 2001-2002 : Disney's tous en boîte : Gus Goose et voix additionnelles
- 2001-2003 : Bob l'éponge (3 épisodes) : voix additionnelles
- 2001-2007 : Billy et Mandy, aventuriers de l'au-delà (11 épisodes) : Boskov l'ours et voix additionnelles
- 2002 : Rudy à la craie (ChalkZone) (1 épisode) : Plusieurs personnages
- 2002 : Tom et Jerry et l'Anneau magique : Jerry
- 2002 : ¡Mucha Lucha! (1 épisode) : le chien masqué
- 2002-2004 : Totally Spies! (2 épisodes) : Sherman le gorille, le lion, le professeur, le Président et ses gardes-du-corps
- 2002-2006 : Quoi d'neuf Scooby-Doo ? : Freddy Jones et Scooby-Doo
- 2002-2006 : Jimmy Neutron : Goddard
- 2002-2004 : Rolie Polie Olie : Spot, Oiseau et Singe
- 2002-2007 : Harvey Birdman, Attorney at Law (5 épisodes) : Jabberjaw, Freddy Jones et voix additionnelles
- 2003 : Static Choc (1 épisode) : Packard
- 2003 : Tarzan (1 épisode) : effets vocaux
- 2003-2004 : Vil Con Carne (Evil Con Carne) : Boskov l'ours et voix additionnelles
- 2003-2005 : Duck Dodgers (7 épisodes) : voix additionnelles
- 2003 : Lilo et Stitch, la série (5 épisodes) : voix additionnelles
- 2003 : Kim Possible (9 épisodes) : voix additionnelles
- 2003-2008 : Nom de code : Kids Next Door : Monty Uno, Professeur XXXL et voix additionnelles
- 2004 : A Scooby-Doo! Christmas : Freddy Jones et Scooby-Doo
- 2004 : The Jimmy Timmy Power Hour : Goddard
- 2004 : Jimmy Neutron: Win, Lose and Kaboom : Goddard
- 2004 : Halloweentown High : effets vocaux
- 2004 : Mega Robot Super Singes Hyperforce Go ! (1 épisode) : Thingy
- 2004 : Jimmy Neutron: Attack of the Twonkies : Goddard
- 2004-2005 : Dave the Barbarian : Faffy
- 2004-2005 : Megas XLR (3 épisodes) : Mac, Gyven, Targon et voix additionnelles
- 2005 : W.I.T.C.H. (2 épisodes) : voix additionnelles
- 2005 : Batman (1 épisode) : Les hyènes et l’araignée géante
- 2006 : The Jimmy Timmy Power Hour 2: When Nerds Collide : Goddard
- 2006 : Nom de code : Kids Next Door - Opération ZERO : Monty Uno
- 2006-2007 : Sammy et Scooby en folie : Scooby-Doo
- 2006 : Kuzco, un empereur à l'école (3 épisodes) : voix additionnelles
- 2006-2007 : Georges le petit curieux (3 épisodes) : Georges
- 2006-2011 : Robot Chicken : Megatron, Cy-Kill, Barack Obama, Dr Claw et voix additionnelles
- 2006-2011 : La Maison de Mickey (18 épisodes) : Figaro et voix additionnelles
- 2008 : Ni Hao, Kai-Lan (1 épisode) : M. Dragon
- 2008 : Garfield et Cie : Garfield
- 2009 : Scooby-Doo : Le mystère commence de Brian Levant (téléfilm) : Scooby-Doo
- 2009 : Titan Maximum (1 épisode) : Coop
- 2009 : Curious George: A Very Monkey Christmas : Georges

#### Années 2010
- 2010 : Scooby-Doo et le Monstre du lac de Brian Levant (téléfilm) : Scooby-Doo
- 2010 : Scooby-Doo : Mystères associés : Scooby-Doo, Fred Jones et voix additionnelles
- 2010-2013 : Transformers: Prime : Mégatron et voix additionnelles
- 2011 : Batman : L'Alliance des héros (1 épisode) : Batboy, Freddy Jones, Bat-Scooby-Doo
- 2011 : Generator Rex (1 épisode) : Numéro Un
- 2013 : Transformers Prime Beast Hunters: Predacons Rising (téléfilm) : Mégatron
- 2014 : Scooby-Doo : Aventures en Transylvanie (Scooby-Doo! Frankencreepy) de Paul McEvoy : Scooby-Doo / Fred Jones

### Dans les jeux vidéo
- 1983 : Cliffhanger
- 1991 : Teenage Mutant Ninja Turtles: Turtles in Time : Rahzar et Tokka
- 1994 : Aladdin Activity Center : Abu
- 1996 : Toonstruck : Elmer Fudd et autres personnages
- 1996 : OverBlood : Pipo et les morts-vivants
- 1997 : Star Trek: Starfleet Academy : voix additionnelles
- 1997 : Tamagotchi : effets vocaux
- 1997 : Descent to Undermountain : voix additionnelles
- 1997 : Fallout : Maxson
- 1998 : The Junkyard Run : Taz
- 1998 : Baldur's Gate : Elminster et autres personnages
- 1998 : CarnEvil : Freaks
- 1998 : Aladdin's Math Quest : Abu (Disney)
- 1999 : Snake Man & The Deserted Island : Snake Man
- 1999 : Arcade Frenzy : voix additionnelles
- 1999 : Forgotten Realms: Baldur's Gate - Tales of the Sword Coast : voix additionnelles et effets vocaux
- 1999 : Animaniacs Splat Ball : Ralph et Thaddeus J. Plotz
- 2000 : Flintstones Bedrock Bowling : Barney Laroche
- 2000 : Les Aventures de Buzz l'Éclair : le monstre de plasma
- 2000 : Les 102 Dalmatiens à la rescousse ! : Scorch et Al
- 2000 : Sacrifice : voix additionnelles
- 2000 : Donald Duck Couak Attack : voix additionnelles
- 2000 : Baldur's Gate II: Shadows of Amn : voix additionnelles et effets vocaux
- 2000 : Star Trek: Starfleet Command: Volume II: Empires at War : voix additionnelles
- 2000 : Star Wars: Galactic Battlegrounds : Pekt, le Maître Sith et Utric Sandov
- 2001 : La Revanche de Nasira : Abu
- 2001 : Fallout Tactics : voix additionnelles
- 2001 : Star Trek: Starfleet Command: Orion Pirates : voix additionnelles
- 2001 : Floigan Bros. : Moigle Floigan
- 2001 : Scooby-Doo et la cybertraque : Freddy Jones
- 2001 : Baldur's Gate: Dark Alliance : Les Gnômes, les Kobolds et les Ogres
- 2002 : Blood Omen 2: Legacy of Kain : voix additionnelles
- 2002 : Scooby-Doo: Night of 100 Frights : Fred Jones
- 2002 : Stitch Experiment 626 : Expérience n°621
- 2002 : Star Wars: The Clone Wars : Commandant
- 2002 : Kim Possible: Revenge of Monkey Fist : voix additionnelles
- 2003 : Star Wars: Knights of the Old Republic : Jorak Uln, Sunry et voix additionnelles
- 2003 : Futurama : Nibbler et les Nibbloniens
- 2004 : Baldur's Gate: Dark Alliance II : voix additionnelles
- 2004 : Scooby-Doo : le Livre des ténèbres : Freddy Jones, Doug Milton et Maman
- 2005 : Scooby-Doo! Démasqué (Scooby-Doo! Unmasked) : Freddy Jones et le professeur Stoker
- 2005 : Kingdom Hearts 2 : Abu
- 2006 : Scooby-Doo: Who's Watching Who : Freddy Jones et Catscan
- 2007 : Kingdom Hearts 2: Final Mix+ : Abu
- 2007 : Transformers, le jeu : Mégatron
- 2009 : Transformers : La Revanche : Mégatron
- 2010 : Kingudamu hâtsu: Bâsu bai surîpu : Sparky
- 2010 : Epic Mickey : Oswald le lapin chanceux
- 2011 : Transformers: Dark of the Moon : Mégatron